# Vetrinizzazione sociale
La vetrinizzazione sociale è un fenomeno sociale contemporaneo, che consiste nella progressiva spettacolarizzazione di sé stessi, della propria vita e di tutto ciò che è ad essa relativo. 
Questo fenomeno è nato nel Settecento con la comparsa della vetrina e si è poi rafforzato a partire dal Novecento con l'avvento dei social media. Il fenomeno è stato oggetto di diversi studi del sociologo italiano Vanni Codeluppi. 

## La vetrina
Secondo Codeluppi, il processo di vetrinizzazione ebbe inizio nel corso del Settecento, quando le botteghe iniziarono ad avvalersi delle vetrine per mettere in mostra i prodotti che venivano precedentemente tenuti nei retrobottega e portati fuori dal venditore per essere mostrati al cliente. La vetrina diventò quindi una forma di "pubblicità" che metteva in mostra i prodotti e attirava l'attenzione dei passanti.
In relazione a questi cambiamenti e alla possibilità di produrre lastre di vetro più grandi, si passò dal negozio singolo al passage, capace di enfatizzare ancora di più il ruolo delle vetrine che venivano adesso occupate da manichini dalle forme prorompenti.
Luce e trasparenza sono due caratteri fondamentali del concetto di vetrina. La luce deve essere ben graduata, in modo da attrare lo sguardo verso l'oggetto in vetrina e allo stesso tempo permettere la trasparenza senza disturbare lo sguardo dell'osservatore. Attraverso i giochi di luce che venivano creati (ispirati all'illuminazione teatrale) le merci venivano spettacolarizzate. 
Questa spettacolarizzazione si è estesa a luoghi di consumo sempre più grandi e di tutte le tipologie finché, negli ultimi decenni, si è avviato quello che da Codeluppi viene definito il processo di vetrinizzazione della società.

## Società in vetrina

### Social network
Già alla fine dell'Ottocento alcuni sociologi classici, e in particolare Georg Simmel, avevano evidenziato alcune conseguenze della sovraesposizione sociale dell'individuo causate dall'avvento delle metropoli. Nel suo libro La metropoli e la vita dello spirito, del 1903, Simmel  mise a confronto gli individui che vivono in grandi città rispetto a quelli residenti in piccole comunità, notando come gli abitanti delle metropoli siano sovrastimolati e come questo li porti ad assumere un atteggiamento più distaccato e razionale. A partire dal Novecento, questa differenza è notevolmente diminuita con l'arrivo dei social media e successivamente dei social network.
La tecnologia permette anche a chi vive in zone isolate di rimanere connesso con il resto del mondo, quindi la sovraesposizione sociale colpisce quasi tutta la società odierna e gli individui rinunciano spesso alla propria sfera privata rendendola pubblica, alla ricerca di un modo per creare interesse verso sé stessi.
I social network favoriscono il processo di vetrinizzazione dell'individuo e si basano su di esso, indebolendo il confine tra reale e virtuale; questa ipercomunicazione, che ha come peculiarità il rendere le persone continuamente esposte e senza un luogo in cui isolarsi, porta gli individui verso una condizione di insicurezza.
Se da una parte l'individuo avverte questa condizione di insicurezza, dall'altra sente anche una certa rassicurazione pensando che essere costantemente spiato e controllato significa che qualcuno prova interesse per ciò che lui è e fa: è da qui che parte la corsa verso la continua ricerca del consenso e dell'approvazione altrui, su cui si basa l'io dei social. Questa ricerca può essere identificata nella pratica comunicativa del selfbranding in cui l'individuo mostra le sue capacità e i suoi successi al fine di crearsi un'immagine o un brand unico associato alla sua persona: questa pratica viene spesso utilizzata dagli influencer.
Gli utenti dei social affidano, spesso a loro insaputa, le loro informazioni personali a grandi imprese del web che le passano agli uffici di marketing e agli inserzionisti pubblicitari che successivamente le riusano per catturare l'attenzione dell'utente, proponendogli pubblicità mirate ai suoi interessi e bisogni. Per esempio i cookies permettono di controllare i comportamenti degli individui sul web e creare banche dati contenenti le registrazioni dei comportamenti e dei gusti delle famiglie. Questa è un'ulteriore dimostrazione di come i social network stiano portando alla scomparsa non solo del confine tra reale e virtuale ma anche di quello tra privato e sociale.

### Il corpo-packaging
Nel Seicento ci fu una progressiva diffusione degli specchi nelle case benestanti che portò ad una maggiore attenzione all'aspetto fisico e ai modi per valorizzarlo; questa attenzione è cresciuta sempre più finché, negli ultimi anni, il corpo è andato a integrarsi con la cultura del consumo.
Vanni Codeluppi utilizza il termine "corpo-packaging" per riferirsi ad un corpo che segue la tecnica di comunicazione del packaging e quindi che mira ad attrarre l'attenzione su sé stesso rispetto a tutti gli altri soggetti esposti. Il corpo è quindi il mezzo per definire una propria identità sociale; questo porta a mettere in secondo piano le qualità personali dell'individuo, la cui personalità viene identificata attraverso le scelte dei beni di mercato che compie per sé stesso: per questo è una personalità in continua evoluzione e strettamente legata ai cambiamenti delle tendenze. Per questo motivo il corpo viene definito da Codeluppi anche come "corpo-flusso", cioè privo di un'identità fissa.
Attraverso l'apparenza ed il proprio corpo l'individuo allude ad un qualcosa che sta al di là dell'apparenza stessa, qualcosa da scoprire oltre la soglia del visibile. Mostra quindi alla società molteplici immagini dell'io che è in continuo cambiamento come in una sala degli specchi in cui il riflesso di sé stessi si moltiplica, si divide e muta.
L'individuo spesso usa come mezzo per differenziarsi e mettersi in luce gli status symbol, cioè oggetti noti per il loro valore economico che, ostentati in società, comunicano una certa posizione sociale. Thorstein Veblen ha definito questo fenomeno consumo vistoso. Altri mezzi che possono essere utilizzati dall'individuo per lo stesso scopo possono essere tatuaggi, piercing, una particolare manicure, le acconciature stravaganti dei capelli, le lenti a contatto colorate e molto altro. Anche l’abbigliamento fa parte degli strumenti a disposizione dell’individuo per valorizzare la sua identità personale: l'abito viene usato dagli individui come maschera; cosa che, secondo Georg Simmel, è necessaria per sopravvivere alla società e alla vita urbana.
Il dominio economico sulla vita sociale, che precedentemente aveva già portato alla degradazione dell'essere in avere, conduce adesso al passaggio dell'avere nell'apparire.
Tutto questo rilievo dato al corpo in sé, combinato con la pressione dei modelli di bellezza imposti dalla società, porta l'individuo ad un'ossessione per la cura del proprio aspetto fisico e ad una incessante ricerca del migliorarsi sul piano estetico. Questa ricerca ha contribuito alla diffusione della sindrome da dismorfismo corporeo (dismorfofobia).

## Città come vetrina
La città e il consumo hanno da sempre avuto un legame stretto. A metà dell'Ottocento le città hanno iniziato a perdere i loro confini a causa dello sviluppo del capitalismo e dei mercati e gli individui hanno quindi iniziato ad adattarsi ai nuovi spazi: la moda nacque proprio in questo periodo di crescita dello spazio urbano (a Parigi) e iniziò ad incrementare continuamente il commercio con nuovi prodotti; questo portò alla modifica e all'ampliamento dei luoghi di consumo.
Il rapporto tra moda e città è quindi un rapporto molto stretto: la città permette alla moda di esprimersi ed esibirsi (città-spettacolo) e negli anni la moda è riuscita a modificare la struttura delle città secondo i suoi bisogni.
Le vetrine oggi popolano le città e le città stesse si stanno sempre più trasformando in una vetrina con la sua logica comunicativa.
Antonietta Mazzette ha  fatto notare come il consumo abbia fatto suoi gli spazi e i tempi urbani, mentre le strutture abitative o addette al lavoro (non legato al consumismo) si siano dovute spostare nelle periferie: questo ha portato la città ad essere in continuo movimento e cambiamento per adattarsi alle caratteristiche stesse del consumo. Questo è possibile grazie allo sviluppo della metapoli o della telepoli in cui gli individui, nonostante siano lontani dal centro città, possono avere rapporti commerciali attraverso il commercio elettronico.

### Disneyzzazione
Alan Bryman nel volume The Disneyzation of Society del 2004, parla di un processo di Disneyzzazione della società ed in particolare delle città.
Bryman ritiene che la realizzazione delle città e delle strutture pubbliche nel mondo occidentale siano sempre più ispirate ai parchi a tema disneyani. Le città dotate di grandi risorse architettoniche quindi cercano sempre più di mettersi in mostra liberando la loro zona centrale dai residenti per trasformarla in qualcosa di spettacolare attraverso il restauro e la costruzione di nuovi edifici per attrarre l'attenzione dei turisti. Si predilige quindi il marketing alla storia  della città stessa.
Questo modello di spettacolarizzazione delle città è stato adottato anche per luoghi abitati e zone residenziali come la città Celebration in Florida in cui i suoi 20.000 abitanti e tutti i suoi visitatori vengono circondati da architetture vistose di sei possibili stili: classico, vittoriano, coloniale, costiero, mediterraneo e francese.
Le realtà Disneyzzate non hanno all'apparenza difetti e proprio per questo sono avvertite come poco autentiche; c'è bisogno quindi di inserire qualche dettaglio tipico delle classiche città come ad esempio dei rifiuti (finti) ai bordi delle strade.
Per rendere questi luoghi più interessanti e dare loro un'identità vengono, inoltre, organizzati eventi per suscitare l'effetto sorpresa come succedeva durante il periodo Barocco nel Seicento-Settecento. In passato però gli eventi avevano dei confini ed erano dei momenti riservati, mentre le città disneyzzate rompono questi confini: la città diventa città-spettacolo, la distinzione tra scena e platea non esiste più e lo spettatore prende parte allo spettacolo diventando egli stesso un attore in prima persona.

## Reality show
I reality show sono un perfetto esempio di vetrinizzazione sociale, in cui il confine tra privato e sociale e quello tra realtà e finzione si dissolvono a tal punto da non permettere più di distinguere una cosa dall'altra. 
La realtà quotidiana dell'individuo diventa la base su cui costruire un intero programma televisivo: gli spettatori si trovano ad immedesimarsi nei personaggi grazie al vero che vedono in essi, nonostante la vita rappresentata nei reality sia una costruzione televisiva pensata per incuriosire e per far sì che gli spettatori si appassionino alle vicende dei concorrenti.
La presenza della realtà nei programmi televisivi è una delle colonne portanti della televisione.
Negli anni i reality show hanno dovuto evolversi e cercare continue novità per non perdere audience e sono stati sempre più incentrati sul racconto della vita quotidiana.
Lo spettatore rimane sorpreso dal fatto che uno sconosciuto come lui possa diventare famoso (mondanizzazione dei divi) senza che gli siano richiesti particolari requisiti e si illude quindi di poter raggiungere lo stesso livello di notorietà.
L'individuo nella società odierna, attraverso la vetrinizzazione di sé stesso, prende le parti del divo mettendo in mostra non solo le sue capacità ma anche le sue emozioni e tutto ciò che è legato alla sua sfera privata attraverso i social network.

## Morte vetrinizzata
Nelle civiltà del passato la morte era un fenomeno condiviso socialmente ed era visto come l'inevitabile fine della vita di ogni individuo, mentre oggi è diventato un fenomeno individuale visto come una violenza ingiusta che ogni essere umano deve subire.
Nonostante questa differenza il fenomeno della decomposizione del corpo è da sempre qualcosa con cui le società di tutti i tempi hanno evitato di confrontarsi.
In passato si cercava di trattare il corpo per evitare la decomposizione ma comunque senza cercare di nascondere la sua condizione di morte mentre oggigiorno sempre di più ci si avvicina al modello statunitense funeral home, in cui si cerca di far sembrare il morto più vicino possibile al suo aspetto di quando era ancora in vita.
Anche ai cimiteri viene cambiato l'aspetto architettonico per renderli più piacevoli alla vista. Esistono negli ultimi anni persino tombe dotate di monitor che permettono di rivedere il deceduto in vita in un videomessaggio registrato prima della morte.
La morte viene quindi vetrinizzata, privata da tutto ciò che spaventa gli individui ancora in vita che la trasformano in qualcosa che si allontana dalla realtà pur essendo realtà.
La morte e la sofferenza legata ad essa vengono inoltre spettacolarizzate attraverso i media e le pagine di cronaca nera. Gli atti di violenza che vengono mostrati dalla televisione ma anche attraverso immagini e video sui social network sono entrati a far parte della vita dell'individuo.